# 崔逞
崔逞（？—399年？），字叔祖，清河郡东武城县（今河北省衡水市故城县）人。北魏大臣。東漢末中尉崔琰六世孫。歷仕前燕、前秦、後燕及北魏，入北魏後初受拓跋珪器重，委以政事。但後因言辭傲慢及草擬對東晉請兵的答覆信時不合拓跋珪心意而被賜死。

## 生平
崔逞年少好學，有文才。早年因遭逢戰亂及家貧而躬耕田野，但仍然不忘讀書和講學。前燕慕容暐在位時，崔逞獲清河郡府舉為上計掾，又補著作郎，負責撰寫《燕記》。後又遷任黃門侍郎。370年，前秦滅前燕，崔逞入仕前秦，任齊郡太守。淝水之戰後前秦國內大亂，東晉進行北伐收復大片土地，以崔逞為清河、平原二郡太守，但崔逞不久就遭翟遼強留，以其為中書令。392年，後燕滅翟釗，任命崔逞為秘書監。397年，後燕皇帝慕容寶在柏肆之戰中戰敗，崔逞就與其他隨軍後燕官員向北魏投降。張袞曾經向魏王拓跋珪讚美崔逞，所以拓跋珪對崔逞極其禮待，更加以崔逞為尚書，錄三十六曹，委以政事，更賜予吏屬，居門下省。不久任御史中丞。
其時中山仍未攻下，而魏軍已經缺糧，平民則大多將糧食收起來，拓跋珪於是問如何取得糧食。崔逞則答：「採摘桑椹可以當糧食。以前鴞鳥因為吃了桑椹而令鳴叫變悅耳了，《詩經》有說這件事。」拓跋珪聽後因其態度傲慢而不高興，不過想到士兵糧食問題始終要解決，於是就聽從了。崔逞接著又說：「應該下令軍人要及時自己採摘呀，結果時間過了就會全部掉到地下了。」拓跋珪聽後憤怒，說：「敵人還未消滅，士兵怎可以放下武器入樹林採摘桑椹呀？這是甚麼話呀！」不過因中山尚未攻下，就不加罪了。
天興初年，後秦攻襄陽（今湖北襄陽市），守將郗恢寫信向北魏常山王拓跋遵借兵求援。拓跋珪於是要崔逞和張袞為拓跋遵草擬回答信。因為郗恢的信中以「賢兄虎步中原」去稱呼及形容拓跋珪，拓跋珪認為這違反君臣之禮，命令二人亦都要用詞貶抑東晉皇帝。不過最終二人給出的用詞是「貴主」，氣得拓跋珪怒道：「叫你回信時要去貶低他的主君，就說要用貴主，這哪比得上用賢兄呀！」因若之前對崔逞的不滿，拓跋珪於是賜死他。
402年，晉朝宗室司馬休之等人因桓玄攻下建康，控制朝廷而出走，打算到北魏，拓跋珪知道後十分高興。不過他們及後就分成兩批，分別到後秦及南燕去。拓跋珪對他們久久不至感到奇怪，調查之下才知他們是因為崔逞被殺而不敢來。拓跋珪十分後悔，於是日後士人犯錯都較為寛貸。

## 家庭

### 曾祖父
- 崔諒，字士文，以简素著称，西晋时担任尚书、大鸿胪、中书令。《世说新语》称他为崔琰兄长崔霸的孙子，荀绰《冀州记》称他为崔谅即崔琰之孙。《新唐书》则记载为崔琰子。

### 祖父
- 崔遇，後趙特進

### 父
- 崔瑜，黃門郎。

### 兄
- 崔適，一說崔遹，後燕尚書左丞，范陽、昌黎二郡太守。

### 子女
崔逞有七個兒子，長子及次子都早死。
- 崔義，三子
- 崔諲，四子，刘宋青州冀州二州刺史
- 崔禕，五子
- 崔嚴，六子
- 崔賾，七子，北魏平东将军、大鸿胪、清河侯
- 崔氏，嫁齐州别驾、东海郡太守明俨[4]

## 延伸阅读
[在维基数据编辑]
 《魏書·卷32》，出自魏收《魏书》
 《北史/卷024》，出自李延壽《北史》